# ديفيد كورنيل
ديفيد كورنيل (بالإنجليزية: David Cornell)‏ (28 مارس 1991 في المملكة المتحدة - ) هو لاعب كرة قدم بريطاني في مركز حراسة المرمى. شارك مع منتخب ويلز تحت 17 سنة لكرة القدم ومنتخب ويلز تحت 19 سنة لكرة القدم ومنتخب ويلز تحت 21 سنة لكرة القدم ومنتخب ويلز لكرة القدم. أما مع النوادي، فقد لعب مع أولدهام أثلتيك وسوانزي سيتي ونادي بورتسموث ونادي سانت ميرين ونادي هيرفورد وPort Talbot Town F.C. ‏.

## وصلات خارجية
- ديفيد كورنيل على موقع قاعدة بيانات كرة القدم.إي يو (الإنجليزية)
- ديفيد كورنيل على موقع Soccerbase.com (لاعب) (الإنجليزية)
- ديفيد كورنيل على موقع Soccerway.com (الإنجليزية)
- ديفيد كورنيل على موقع AS.com (الإسبانية)

قالب:تشكيلة بريستون نورث ايند